# Trachyzelotes glossus
Trachyzelotes glossus är en spindelart som först beskrevs av Embrik Strand 1915.  Trachyzelotes glossus ingår i släktet Trachyzelotes och familjen plattbuksspindlar.
Artens utbredningsområde är Israel. Inga underarter finns listade i Catalogue of Life.